# De Marathon (musical)
De Marathon is de musicalbewerking van de film De Marathon uit 2012. De musical is een productie van KemnaSenf BV (Kemna Theater en Senf Theaterpartners) in samenwerking met het Luxor Theater Rotterdam. Job Gosschalk is de regisseur. De musical ging op 17 maart 2017 in première in het nieuwe Luxor Theater in Rotterdam met voorstellingen door het hele land in 2017.

## Verhaal
Gerard, Nico, Kees en Leo – vier Rotterdamse garagemonteurs – nemen hun werk niet erg serieus. De werkplaats is vooral een plek voor het consumeren van bier, broodjes bal en sigaretten. Als Gerards garage failliet dreigt te gaan, komen de mannen op het lumineuze idee om gesponsord de marathon van Rotterdam te lopen. De mannen gaan zich serieus voorbereiden onder leiding van hun collega Youssef, zelf oud-marathonloper, om de garage van de ondergang te redden. Er blijkt echter meer op het spel te staan dan alleen het halen van de finish.

## Rolverdeling

### Hoofdrollen
- Gerard - John Buijsman
- Nico - Dennis Willekens
- Leo - Kees Boot
- Kees - Michiel Nooter (t/m augustus 2017)
- Kees - Noël van Santen (vanaf augustus 2017)
- Yusuf - Gürkan Küçüksentürk

### Bijrollen
- Lenie - Jelka van Houten
- Jolanda - Lucretia van der Vloot
- Hannie - Roosmarijn Luyten (alternate Lenie)
- alternate Hannie en Jolanda - Maaike Martens
- Anita - Jip Smit
- Harry - Terence van der Loo
- Ken, Herman - Robbert van den Bergh (understudy Nico, Leo, Kees)
- Ensemble - Ruth Sahertian
- Ensemble - Dook van Dijck
- Ensemble - Thomas Hengeveld
- Ensemble - Remco Sietsema

## Ontvangst
De voorstelling werd positief ontvangen met onder meer vier sterren in Het Parool en de NRC.